# José Rajão Filho
José Rajão Filho (Rio de Janeiro, 25 de outubro de 1946) é um bombeiro, corretor, economista e político brasileiro. Foi deputado federal pelo Distrito Federal entre 2003 a 2007 e integrou a Câmara Legislativa de 1999 a 2003, em sua terceira legislatura.

## Biografia
Rajão se tornou morador de Brasília em 1968. Na capital federal, estudou na Escola de Formação de Oficiais do Corpo de Bombeiros. Após concluir o curso em 1970, matriculou-se no Centro de Ensino Unificado de Brasília (CEUB) onde, em 1968, graduou-se em economia.
No Corpo de Bombeiros Militar do Distrito Federal, Rajão foi subcomandante e comandante geral de 1994 a 1996. Posteriormente, atingiu a patente de coronel e reformou-se.
Em 1998, Rajão foi eleito deputado distrital, pelo Partido da Social Democracia Brasileira (PSDB), com 7.548 votos, correspondentes a 0,75% dos votos válidos.
Rajão concorreu a uma vaga na Câmara dos Deputados em 2002. Com 11.310 votos, ou 0,93%, alcançou a suplência. No decorrer da 52.ª legislatura, assumiu o mandato em três momentos: de 10 de abril de 2003 até 12 de setembro de 2003, de 21 de junho de 2004 até 13 de julho de 2004 e de 1º de janeiro de 2007 até 1º de fevereiro de 2007.
Em 2008, Rajão foi preso preventivamente no âmbito de investigação que apurava o desvio de recursos ocorrido no Comando do Corpo de Bombeiros Militar, entre janeiro de 1996 e outubro de 1997. Acabou sendo solto e respondeu às acusações em liberdade.
Em 2009, Rajão se filiou ao Partido Renovador Trabalhista Brasileiro (PRTB). Não disputou nenhum outro cargo público eletivo desde 2006, quando concorreu à Câmara Legislativa e conseguiu a suplência, com 1.396 votos.
Em 2015, o ex-governador Joaquim Roriz foi agraciado com o título de cidadão honorário de Brasília, o qual fora proposto por Rajão durante seu mandato como deputado distrital.